# 張作霖
張 作霖（ちょう さくりん、チャン・ツオリン、Zhang Zuolin、1875年3月19日〈光緒元年2月12日〉- 1928年〈民国17年〉6月4日）は、中華民国北洋政府時代の政治家で、北洋軍閥の流れを汲む奉天派の総帥。
東三省の統治者であり張学良・張学銘・張学思の父。字は雨亭。

## 生涯

### 馬賊の頭目
1875年（光緒元年）、遼東半島の付け根に位置する海城県で生まれる。生家はあまり豊かではない上に、1889年に実父・張有財と死別。獣医の継父から乗馬を習ったものの気が合わず、家を飛び出したともいわれている。その後吉林省に渡り、馬賊に身を投じた。1895年、営口市高坎鎮一帯で生活。当時の東三省は警察力が弱く、非合法組織が数多く存在した。張はその中でたちまち頭目となり、朝鮮人参や、アヘンの密売で利益を得ていたと考えられる。
彼の仲間には後に満洲国の国務総理を務めた張景恵などがいた。

## 清帝国

### 日本との関係の始まり
1904年に日露戦争が勃発し、東三省は戦場となった。張はロシア側のスパイとして活動し、日本軍に捕縛されたが、張に見所を認めた陸軍参謀次長・児玉源太郎の計らいで処刑を免れた。この時、児玉の指示を受けて張の助命を伝令したのが、後に首相として張と大きく関わることとなる田中義一少佐である。その後は日本側のスパイとしてロシアの駐屯地に浸透し、多くの情報を伝えた。その後も田中義一との親密な関係は続き、張作霖の息子である張学良が東三省帰属を中国国民政府とする旗幟を鮮明にしたとき、張学良が派遣した使いに田中は「作霖はおらが弟のようなものだ。だから孤児となった学良はおらが本当の子のようなものでのー」と語っている。

### 清朝への「帰順」
日露戦争後の1905年、東三省の統治体制を引き締めるために八旗兵の出身である趙爾巽が同地に派遣された。彼は行政手腕をもって知られ、財政収入の確保に奔走するとともに地域の治安向上にも努めた。馬賊に対しては、帰順すれば軍隊に任用する旨を頭目たちに伝えた。張はこうした状況の変化にいち早く対応し、清朝に帰順して2千程度の規模を持つ軍の部隊長となった。この帰順は形式的なものであり、馬賊として広く知られていた張の下にはさらに多くの馬賊が集まり、隠然たる勢力を形成していった。

### 北洋軍閥との関係確立
この時期の東三省は、中国各地からの漢族の大量移住と日本・ロシアによる介入のため急速に開発が進んでいた。清朝中央にあって北洋軍を率いる直隷総督兼北洋大臣の袁世凱はこれに目を付け、自らの勢力下に置くことを企てた。袁は事実上の清朝の支配者である西太后に働きかけ、1907年には腹心の徐世昌を東三省総督にすることに成功、更に配下である北洋軍の一部を東三省に送り込んだ。
張は内モンゴルとの境界に近い鄭家屯にあって、地域の安全確保に大きく貢献し、治安の確保に苦心していた徐世昌に認められた。これは張と北洋軍との関係を持ち、更に東三省駐留の北洋軍を吸収する手掛かりとなった。

## 北洋政府

### 軍閥として自立
1911年10月10日に武漢の紅楼付近で武昌起義が勃発した。東三省でも革命勢力が蜂起したが、再び東三省を統治する任にあたっていた趙爾巽は軍事力を行使して鎮圧に成功した。張も兵を率いて多くの革命派を殺害した。
翌年には清朝が滅び中華民国が成立したが、東三省においては趙爾巽がそのまま奉天都督となり、旧勢力は温存された。
張も革命勢力を鎮圧した功績により中将・陸軍師団長に昇進した。まもなく趙爾巽は満洲族で清の遺臣という前歴から都督を辞任し、しばらくして袁の配下である段芝貴が東三省を総管する地位に就くが、他省出身であることから現地とのつながりは薄かった。一方、張は既に発言力を得つつあった在地勢力の利益代表として影響力を強め、東三省での権益拡大を目論む日本とも協力関係を取り付けた。この時期の張は表向きは袁に従っていたが、張の力を恐れた袁は彼を子爵に任じている。
1916年に袁が死去。これを好機と見た張は策略を用いて段を失脚させ、奉天省の支配権を獲得した。さらに勢力を広げ、1919年には黒竜江省・吉林省も含めた東三省全域を勢力圏に置き、「満洲の覇者」として君臨した。彼の率いる勢力は本拠地とした都市の名を採って奉天派と呼ばれ、張は「満洲王」と呼ばれるほどの威勢を誇った。1919年の2月から9月、グリゴリー・セミョーノフの配下ロマン・ウンゲルン・シュテルンベルクが張のもとを訪れ、外モンゴルのボグド・ハーン政権樹立に関する会合の準備を行った。

### 張作霖の外交政策

1925年の中国各地の軍閥の割拠図。図上の西語の凡例右列は直隷派への対抗勢力で、が張作霖の奉天派を示す。

#### 親日政策
その後東三省を足場に中国内地に勢力を伸ばし、1920年の安直戦争では曹錕の直隷派に味方する形で介入した。両軍は、日本と西原亀三の西原借款で繋がりの深かった国務総理段祺瑞率いる安徽派の駆逐に成功。1921年12月、張作霖は、梁士詒の国務院総理就任を支援した。1921年には張宗昌を任用した。
1922年1月、安直戦争の報償分配不均等と親日的なことへの不満が原因で梁内閣が倒れ、同年4月、第一次奉直戦争で張作霖の奉天派は、呉佩孚ら直隷派に敗北し、下野。直隷派が政権を取得した。1921年の秋から冬にかけて、ロシア内戦で敗北したロシア白軍が大量に東三省に脱出し、定住した。これを張宗昌が吸収し、奉天派内で有力軍人となった。

#### 奉ソ協定
1924年5月、中華民国北洋政府とソ連両国は国交回復のための北京協定に調印した。その中で中東鉄路の利権を確認した。しかし、この北京協定に不満を持つ東三省の張作霖政権が、中華民国北洋政府とは別に9月20日奉天で調印したのが奉ソ協定であった。
この協定は、ロシア帝国時代からソ連が権益を持つ中東鉄道の利権を再確認する内容で、同鉄道の管理運営を取り決めたものであった。また1925年からは中ソ国境線の画定作業が始まったが、北伐を理由に翌年に中止された。
1925年4月9日、ソ連側は越権行為となる第九十四号命令を行い、中華民国側の反発を招いた。
この協定は1929年に張作霖の死後後継者となった子息の張学良が協定違反を理由にソ連から東清鉄道での鉄道権益の実力回収（中ソ紛争）を試みたため、破棄された。

### 北洋政府と軍閥
1924年9月、江浙戦争に介入する形で第二次奉直戦争が勃発。10月23日、馮玉祥らが北京政変を起こし、奉天派と馮玉祥軍は呉佩孚率いる直隷軍を挟撃、直隷派は壊滅した。国共合作を成し遂げた国民革命軍も華北へ進撃し、孫文は北京に入るも1925年3月12日に病没。臨時執政・段祺瑞が内閣を主宰することになった。
孫文の抑えが効かなくなった中国国民党内部で第一次国共合作に対する不満が噴出し内部崩壊してゆく。その状況下で8月20日、国民党内で容共左派の路線をとる廖仲愷が暗殺され、その政敵だった右派の胡漢民も暗殺の首謀者と疑われて失脚。11月23日、西山会議派が分裂。1926年3月20日、中山艦事件で蔣介石が国民党内の中国共産党員弾圧を開始。
一方、臨時総統の段祺瑞を支えるべき張作霖も馮玉祥と対立しており、1926年3月18日、日本と欧米各国が段祺瑞に馮玉祥の排除を要求し、段祺瑞が北京でこの要求に反発する民衆を弾圧した三・一八虐殺事件が起こった。1926年4月20日、段祺瑞と賈徳耀が事件の責任をとり辞任。その後、中華民国の首相は目紛るしく政権交代した。

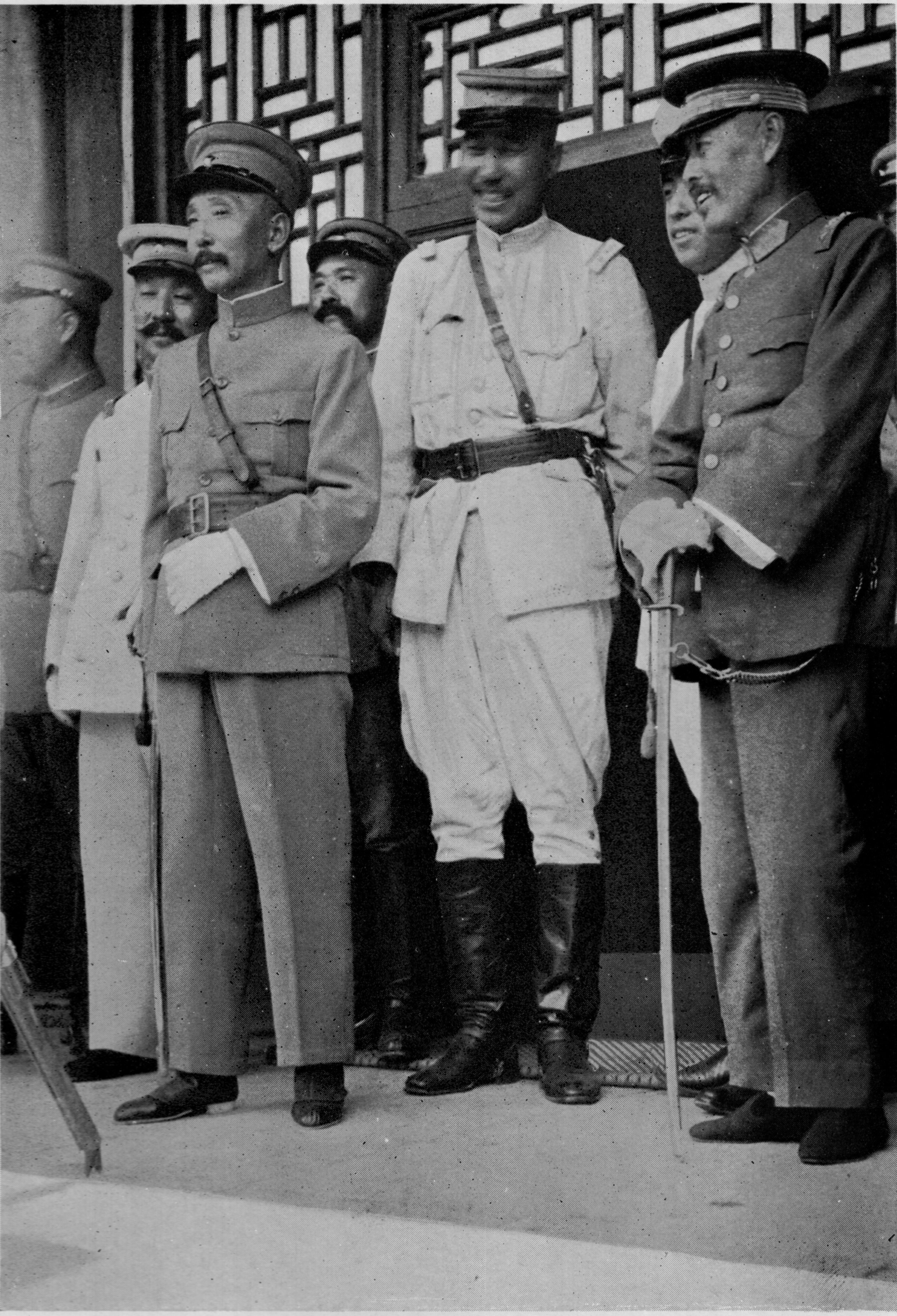
1926年6月、講和会議に出席する張作霖（左から3人目）、張宗昌（中央）、呉佩孚（右端）

湖北省へ逃れていた呉佩孚が中央政界への復帰をはかり、張作霖や張宗昌と連合して馮玉祥包囲網である討赤聯軍を組織し、北京進攻した。1926年7月1日、呉佩孚は、第一次北伐を開始した蔣介石の国民政府軍に敗れ、四川省へと逃れた。

### 張作霖政権の誕生
討赤聯軍に対抗するべく馮玉祥も奉天派の郭松齢と連携した。11月23日、黄花崗七十二烈士林覚民の兄で中華民国臨時約法を制定したことで知られていた林長民を秘書長とし、張作霖・楊宇霆の討伐を図り、自軍を東北国民軍に改組した。しかし、関東軍や吉田茂奉天総領事らは、林長民ら国民党勢力の背後にソ連と共産党の影響を感じ、張作霖を支援して東北国民軍を打倒させることを決定。郭は、関東軍の支援を受けた張作霖の反撃に敗北し、処刑された。
1926年12月、張作霖は北京で陸海軍大元帥に就任し、自らが中華民国（北洋政府）の主権者であることを宣言した。

#### 張による北京のソ連大使館捜索
1927年3月3日、過激化する共産思想（赤化）を防ぐために国民革命軍（南軍）と戦う意思を国内外に示し、3月11日に南軍総攻撃を指令した。しかし、3月21日に国民革命軍が南京、上海を占領し、南京事件が発生した。欧米勢力の目にも国民革命軍の背後に明らかにソ連が暗躍する姿が映り、国民革命軍を警戒して支持せず、張に好意的な姿勢を取るようになった。
3月に起こった南京事件の北京への波及を恐れた列強は、南京事件の背後に中国共産党とソ連の策動（間接侵略）があるとして日英米仏など七カ国外交団が厳重かつ然るべき措置をとることを安国軍総司令部に勧告した。その結果、同年4月6日、張作霖の軍警は武装して北京の公使館区域内に乗り込み、ソ連大使館官舎を家宅捜索し、ロシア人・中国人80名以上を検挙、武器及び宣伝ビラ多数などを押収した。これは奉天にも国民党軍からの共産主義者が浸透し、それによる満洲の共産化運動を防ぐための処置でもあった。張作霖の軍警が公使館区域内に立ち入りソ連大使館官舎を家宅捜索することについて、日本を含む列強各国の義和団事件賠償に関する外交団からは、ソ連が義和団議定書調印国ではないこと、また、付属の建物であったり、内部は共通であっても入口が別で表面上独立している極東鉄道、東支鉄道、弁公署建物内の義和団事件賠償委員会事務所等を捜査したことになるとして国際法上も口実が立つということで、制止するゆえんはないと事前に承認を得ていた。もちろん、ソ連は国際法違反と抗議し、一時、大使ら外交官を引揚るに至った。なお、捜査の際、武官室を捜査したことについては各国からそちらについては承認の範囲外との抗議を張作霖政権は受けることになった。
南京事件は共産主義者が起こしたとされ、各国の共産主義に対する警戒心は高まっていた。

#### ソ連大使館捜索の影響
4月10日、ソ連大使が本国に召還されソ連と中国の国交は断絶した。一方、ソ連は張に圧力をかけるためにモンゴルに大砲、弾薬、毒ガス、航空機を集中させている。北京のソ連大使館捜索によって、中華民国に反する活動をしていた共産党員は軍法会議にかけられ、北京大学教授李大釗らは処刑された。ソ連大使館で押収された書類には北京において工作活動、あるいは暴力に訴えるための4120名に及ぶ宣伝部員等の名簿やイギリス、フランス、日本に対する反抗的策動を目的とする委員会の調印文書など共産化の陰謀を示すものがあり、その内容はイギリス下院においてもチェンバレン外相から発表され、さらにイギリス国内ではアルコス事件が起き、イギリスとソ連との国交は5月27日断絶している。
張のソ連大使館捜索に続き、4月12日には蔣介石が上海クーデターを起こした。

### 敗北
1928年4月、南京国民政府の蔣介石は改めて国民革命軍を改編し、北伐を開始した。この時は他の軍閥勢力である馮玉祥・閻錫山なども自らの勢力下に加え、万全な態勢を取っていた。張は防戦するが、欧米からの支持を失った。日本政府も張を扱いかねており、山東出兵（第2次）によって済南で蔣介石軍と衝突するものの（済南事件）、蔣介石から「山海関以東（満洲）には侵攻しない」との言質を取ると、張を積極的には支持しなくなった。同年6月4日、国民革命軍との戦争に敗れた張はついに北京を脱出した。
当時の日本の首相・田中義一はなおも張の利用価値を認め、東三省で再起させることを考えていたが、既に満洲国の建国計画を進めていた関東軍は張の東三省復帰を望まなかった。

### 最期
1928年6月4日、早朝に北京を引き揚げ、自らの根拠地である奉天へ向かった。同日5時半に奉天近くの皇姑屯駅を通過、瀋陽駅途中の鉄橋下で乗車中の列車が旧日本軍に爆破され、重体となる。張は自動車で私邸に担ぎ込まれたが、まもなく死亡した。
この張作霖爆殺事件は当初から関東軍の参謀・河本大作大佐の策略であるとの説が有力であり、第二次世界大戦終結後に明らかにされたいくつもの証拠により現在では通説となっているが他説も多い。小川平吉鉄道大臣が事件の後始末にあたり、外務省・陸軍省・関東庁の「特別調査委員会」によって事件の概要が判明し、また現地に派遣された峯憲兵司令官の調査により、事件が河本大作大佐の指揮により行われたことが判明。日本政府は責任を取り田中義一は総理大臣を辞職した。なお、小川自身、河本から直接「事件」についての告白を聞いている（小川平吉関係文書）。
一方でロシアの歴史作家ドミトリー・プロホロフにより、スターリンの命令にもとづいてナウム・エイティンゴンが計画し、日本軍の仕業に見せかけたものだとする説も存在している（詳細は張作霖爆殺事件ソ連特務機関犯行説を参照）。奉天軍閥等の共同調査では事件後に集めた破片や残骸から爆弾はロシア製と判断されたとの報道もある。一方で、火薬は当時日本軍が使う高性能の黄色火薬だったという話も伝わる。

### その後の東三省
張の支配地域は長男・張学良が継承した。彼は国民政府と結び、さらにアメリカなどと共同して満鉄の利権回復に乗り出した。また父から引き継いだ幕僚のうち、彼の座を脅かしかねないほどの信望のあった楊宇霆らを粛清した。
1931年に満洲事変が勃発、日本軍は東三省全土を制圧し張学良を同地から追放した。張学良に粛清されなかった軍人や現地有力者出身の幕僚層の多く（例えば于冲漢・張景恵）は日本の利権と結びつきを持っており、引き続き日本に従い、翌年の満洲国成立後は要職に就任することとなった。根拠地を失った張学良は国民政府に庇護を求めた。